# Simon Thaur
Simon Thaur (* 14. Mai 1960 in Kärnten, Österreich) ist ein österreichischer Musiker, Pornofilmproduzent, Pornofilmregisseur und Pornofilmdarsteller.

## Leben
Simon Thaur stammt aus einer Musikerfamilie. Im Alter von 16 Jahren wurde er Mitglied diverser Bands. Mit 17 Jahren verließ er Österreich und ging als Schlagzeuger mit seiner Band Zwitschermaschine auf Tournee. Nach der Auflösung der Band trampte er durch die Welt und finanzierte sich mitunter von Straßenmusik. 1990 kehrte er nach Österreich zurück, 1993 zog er nach Berlin. Im Jahr 1994 gründete er dort gemeinsam mit seiner Lebensgefährtin den KitKatClub, der für sexuell freizügige Partys bekannt wurde.
1999 gründete er das Gonzo-Pornolabel SubWay Innovative ProdActions, unter welchem er fortan Hardcore-Pornos veröffentlichte. Er gibt an, insgesamt etwa 230 Filme produziert zu haben, wovon etwa 80 auch Koprophilie beinhalten. Auch andere extreme Sexspielarten wie BDSM, Urophilie und Fisting kamen häufig in den Pornos vor. Das Porno-Label war von 2008 bis 2020 inaktiv, wobei die Pornos weiter auf der Homepage angeboten wurden.
2003 gründete er mit Charly Bainsky das Kit-Kat-Musikstudio. 2018 hatte er im Film Night Out – Alle feiern nackt! einen Gastauftritt. Seit 2020 produziert Simon Thaur Firma  Innovative ProdActions neue Pornofilme unter dem Motto Terre des Femmes.